# 一酸化セレン
一酸化セレン（いっさんか—、selenium monoxide）は、セレンの酸化物の一種にあたる無機化合物で、組成式は SeO。

## 合成
一酸化セレンは、Se=O の構造の分子とされ、二臭化ジセレニド (BrSeSeBr)と酸化銀(I) (Ag2O) との反応や、二酸化セレン (SeO2) と単体セレン (Se) との反応で得られたという報告があった。
{\displaystyle {\ce {Br-Se-Se-Br\ +Ag2O->SeO\ +2AgBr\ ?}}}
{\displaystyle {\ce {SeO2\ +Se->2SeO\ ?}}}
しかしその後の追試の結果から、それらの反応による一酸化セレンの生成について懐疑的な意見が提示された。
近年、単体セレンを酸素やオゾンと反応させると、他の種類のセレン酸化物に混じって Se=O の構造の分子も生成することなど、分光学の進歩にともなって反応性の高い分子として存在し得ることが確認された。